# پالمریور کلرمل (فلوریدا)
پالمریور کلرمل (انگلیسیPalm River-Clair Mel, Florida) حوزه سرشماری در شهر هیلزبورو، فلوریدا، در ایالات متحده است. جمعیت سرشماری سال ۲۰۱۰ قریب به ۲۱٬۰۲۴ بود، به نسبت سرشماری سال ۲۰۰۰ که ۱۷٬۵۸۹ نفر جمعیت داشت. منطقه سرشماری شامل جوامع ثبت نشده به لحاظ قانونی مانند شهرهای کلرمل و پالمریور است. کد پستی برای منطقه پالمریور کلرمل عبارت است از ۳۳۶۱۹.